# Национальный союз архитекторов Украины

Членский билет Союза архитекторов Украины

Национальный союз архитекторов Украины (НСАУ; укр. Національна спілка архітекторів України, НСАУ) — всеукраинская творческая общественная организация. Объединяет архитекторов и других специалистов, связанных с архитектурой.

## История
Основан в 1933 году в качестве республиканского отделения Союза архитекторов СССР. Первоначальное название — Союз архитекторов Украинской ССР (СА УССР).

Печатные органы — журнал «Архитектура Советской Украины» (Архітектура Радянської України) (1938—1941), журнал «Архитектура и строительство» (Архітектура i будівництво) (1953—1956), журнал «Строительство и архитектура» (1957—1991).
В 1993 году на конгрессе Международного союза архитекторов (англ. MCA) в Чикаго принят в члены МСА, объединяющего творческие союзы архитекторов 106 стран мира.
Постановлением Кабинета министров Украины от 8 октября 1998 года Союзу архитекторов Украины присвоен статус национального.

## Правление

### Президенты НСАУ
- Александр Павлович Чижевский (с июня 2021 года)

Ранее:
- Владимир Николаевич Гусаков (2011–2021)
- Игорь Шпара (1990-2011)
- Игорь Никитич Седак (1974–1990)
- Григорий Владимирович Головко (1937—1974)

### Вице-президенты НСАУ
- Пётр Фёдорович Маркман, Вадим Борисович Жежерин, Александр Павлович Чижевский, Елена Павловна Олейник

Ранее:
- Сергей Целовальник.

## Региональные организации НСАУ
1. Белоцерковская городская организация НСАУ
2. Винницкая областная организация НСАУ
3. Волынская областная организация НСАУ
4. Днепропетровская областная организация НСАУ
5. Донецкая областная организация НСАУ
6. Житомирская областная организация НСАУ
7. Закарпатская областная организация НСАУ
8. Запорожская областная организация НСАУ
9. Ивано-Франковская областная организация НСАУ
10. Киевская городская организация НСАУ
11. Кировоградская областная организация НСАУ
12. Криворожская городская организация НСАУ
13. Крымская республиканская организация НСАУ
14. Луганская областная организация НСАУ
15. Львовская областная организация НСАУ
16. Мариупольская областная организация НСАУ
17. Николаевская областная организация НСАУ
18. Одесская областная организация НСАУ
19. Полтавская областная организация НСАУ
20. Ровенская областная организация НСАУ
21. Севастопольская городская организация НСАУ
22. Сумская областная организация НСАУ
23. Тернопольская областная организация НСАУ
24. Харьковская областная организация НСАУ
25. Херсонская областная организация НСАУ
26. Хмельницкая областная организация НСАУ
27. Черкасская областная организация НСАУ
28. Черниговская областная организация НСАУ
29. Черновецкая областная организация НСАУ
30. Ялтинская городская организация НСАУ